# Nobelprisen i fysiologi eller medicin
Nobelprisen i fysiologi eller medicin uddeles af Karolinska Institutet, og er en af de oprindelige nobelpriser som er blevet uddelt siden 1901.

## Prismodtagere

### 1901-1910
- 1901 Emil Adolf von Behring produktion af (Serum) som beskytter imod difteri
- 1902 Ronald Ross (Opdagelsen af hvordan malaria trænger ind i legemet)
- 1903 Niels Ryberg Finsen behandling af lupus vugaris ( hudtuberkulose) med lysbehandling af huden
- 1904 Ivan Petrovich Pavlov (Fordøjelsens fysiologi.)
- 1905 Robert Koch (Tuberkuloseforskning)
- 1906 Camillo Golgi, Santiago Ramón y Cajal (Nervesystemets opbygning)
- 1907 Charles Louis Alphonse Laveran (Protozoers betydning for sygdom)
- 1908 Ilja Iljitsj Metsjnikov, Paul Ehrlich (Immunsystemet)
- 1909 Emil Theodor Kocher (Skjoldbruskkirtelens fysiologi, patologi og kirurgi)
- 1910 Albrecht Kossel (Cellens kemi)

### 1911-1920
- 1911 Allvar Gullstrand (Øjets brydning.)
- 1912 Alexis Carrel (Blodkarsammensyning og organtransplantation.)
- 1913 Charles Robert Richet (Anafylaksi.)
- 1914 Robert Bárány (Det indre øres ligevægtsapparat.)
- 1919 Jules Bordet (Immunsystemet.)
- 1920 Schack August Steenberg Krogh (Kapillærsystemets motoriske regulation.)

### 1922-1930
- 1922 Archibald Vivian Hill, Otto Fritz Meyerhof (Varmeproduktion i musklerne.), (Mælkesyrestofskifte i musklerne.)
- 1923 Frederick Grant Banting, John James Rickard Macleod (Opdagelsen af insulin.)
- 1924 Willem Einthoven (Opdagelse af elektrokardiogrammet.)
- 1926 Johannes Fibiger (Kræftforskning.)
- 1927 Julius Wagner-Jauregg (Malariapodning ved syfilis i nervesystemet.)
- 1928 Charles Jules Henri Nicolle (Plettyfus.)
- 1929 Christiaan Eijkman , Sir Frederick Gowland Hopkins (Opdagelse af Vitamin B1) , (Opdagelsen af vækststimulerende vitaminer.)
- 1930 Karl Landsteiner (Blodtyper.)

### 1931-1939
- 1931 Otto Heinrich Warburg (Opdagelse af et åndedrætsenzym.)
- 1932 Sir Charles Scott Sherrington, Edgar Douglas Adrian (Nervecellens funktion.)
- 1933 Thomas Hunt Morgan (Kromosomernes betydning for nedarvning.)
- 1934 George Hoyt Whipple, George Richards Minot, William Parry Murphy (Leverbehandling mod blodmangel.)
- 1935 Hans Spemann (Fosterudvikling.)
- 1936 Sir Henry Hallett Dale, Otto Loewi (Kemisk overførsel af nerveimpulser.)
- 1937 Albert von Szent-Györgyi Nagyrapolt (Biologisk forbrænding.)
- 1938 Corneille Jean François Heymans (Vejrtrækningsregulation.)
- 1939 Gerhard Domagk (Prontosils antibakterielle virkning.)

### 1943-1950
- 1943 Henrik Dam, Edward Adelbert Doisy (Vitamin K's kemiske struktur.)
- 1944 Joseph Erlanger, Herbert Spencer Gasser (Nervefibres forskellige funktioner.)
- 1945 Sir Alexander Fleming, Ernst Boris Chain, Sir Howard Walter Florey (Opdagelse af penicillin og dets terapeutiske muligheder.)
- 1946 Hermann Joseph Muller (Dannelse af mutationer ved røntgenbestråling.)
- 1947 Carl Ferdinand Cori og Gerty Theresa, née Radnitz Cori, Bernardo Alberto Houssay (Glykosens nedbrydning.), (Hypofysehormoners betydning for sukkerstofskifte.)
- 1948 Paul Hermann Müller (DDT's muligheder.)
- 1949 Walter Rudolf Hess, Antonio Caetano De Abreu Freire Egas Moniz (Midthjernens funktion.), (Værdien af det hvide snit ved sindsygdomme.)
- 1950 Edward Calvin Kendall, Tadeus Reichstein, Philip Showalter Hench (Binyrebarkhormoner.)

### 1951-1960
- 1951 Max Theiler (Gul feber.)
- 1952 Selman Abraham Waksman (Opdagelse af streptomycin.)
- 1953 Hans Adolf Krebs, Fritz Albert Lipmann (Opdagelse af coenzymer og citronsyrecyklus betydning for sukkerstofskiftet.)
- 1954 John Franklin Enders, Thomas Huckle Weller, Frederick Chapman Robbins (Dyrkning af poliovirus).
- 1955 Axel Hugo Theodor Theorell (Iltningsenzymers opbygning og virkning.)
- 1956 André Frédéric Cournand, Werner Forssmann, Dickinson W. Richards (Hjertekaterisation og kredsløbsforandringer.)
- 1957 Daniel Bovet (Kunstig kurare.)
- 1958 George Wells Beadle og Edward Lawrie Tatum, Joshua Lederberg (Genetisk regulation af kemiske processor.), (Genetisk rekombination.)
- 1959 Severo Ochoa, Arthur Kornberg (Kunstige nukleinsyrer.)
- 1960 Sir Frank Macfarlane Burnet, Peter Medawar (Immunitet ved vævstransplation.)

### 1961-1970
- 1961 Georg von Békésy (Det indre øres funktioner.)
- 1962 Francis Harry Compton Crick, James Dewey Watson, Maurice Hugh Frederick Wilkins (DNAs molekylære opbygning.)
- 1963 Sir John Carew Eccles, Alan Lloyd Hodgkin, Andrew Fielding Huxley (Nerveledning langs nervefiberen.)
- 1964 Konrad Bloch, Feodor Lynen (Kolesterol- og fedtsyrestofskifte.)
- 1965 François Jacob, André Lwoff, Jacques Monod (Cellens regulationsmekanismer.)
- 1966 Peyton Rous, Charles Brenton Huggins (Kræftforskning.)
- 1967 Ragnar Granit, Haldan Keffer Hartline, George Wald (Kemiske og fysiologiske synsprocesser i øjet.)
- 1968 Robert W. Holley, Har Gobind Khorana, Marshall W. Nirenberg (Den genetiske kode.)
- 1969 Max Delbrück, Alfred D. Hershey, Salvador E. Luria (Virus og virussygdomme.)
- 1970 Sir Bernard Katz, Ulf von Euler, Julius Axelrod (Nerveledningens kemi.)

### 1971-1980
- 1971 Earl W. Sutherland, Jr. (Hormoners virkningsmekanisme.)
- 1972 Gerald M. Edelman, Rodney R. Porter (Antistoffers kemiske opbygning.)
- 1973 Karl von Frisch, Konrad Lorenz, Nikolaas Tinbergen (Dyrs adfærdsmønstre.)
- 1974 Albert Claude, Christian de Duve, George E. Palade (Cellens strukturelle og funktionelle opbygning.)
- 1975 David Baltimore, Renato Dulbecco, Howard Martin Temin (Kræftfremkaldende virus og cellens genetiske materiale.)

- 1976 Baruch S. Blumberg, D. Carleton Gajdusek (Infektionssygdommes opståen og spredning.)
- 1977 Roger Guillemin, Andrew V. Schally, Rosalyn Yalow (Immunulogisk målemetode og hypofysehormoner.)
- 1978 Werner Arber, Daniel Nathans, Hamilton O. Smith (DNA-spaltende enzymer.)
- 1979 Allan M. Cormack, Godfrey N. Hounsfield (CT-scanning.)
- 1980 Baruj Benacerraf, Jean Dausset, George D. Snell (Genetisk kontrol af immunreaktioner på fremmede stoffer.)

### 1981-1990
- 1981 Roger W. Sperry, David H. Hubel, Torsten N. Wiesel (Hjernens behandling af synsimpulser.)
- 1982 Sune K. Bergström, Bengt I. Samuelsson, John R. Vane (Prostaglandinernes biokemi og fysiologi.)
- 1983 Barbara McClintock (Bevægelige plantegener, der påvirker arveligheden.)
- 1984 Niels K. Jerne, Georges J.F. Köhler, César Milstein (Monoklonale antistoffer.)
- 1985 Michael S. Brown, Joseph L. Goldstein (Modtagemolekyler for kolesterol på celleoverfladen.)
- 1986 Stanley Cohen, Rita Levi-Montalcini (Cellens vækststoffer.)
- 1987 Susumu Tonegawa (Genetiske aspekter omkring antistoffer.)
- 1988 Sir James W. Black, Gertrude B. Elion, George H. Hitchings (Udvikling af nye lægemidler.)
- 1989 J. Michael Bishop, Harold E. Varmus (Kræftforskning)

### 1991-2000
- 1990 Joseph E. Murray, E. Donnall Thomas (Transplantationskirurgi)
- 1991 Erwin Neher, Bert Sakmann (Cellernes kommunikation)
- 1992 Edmond H. Fischer, Edwin G. Krebs (Celleproteinforskning)
- 1993 Richard J. Roberts, Phillip A. Sharp (Intron-exon struktur i gener)
- 1994 Alfred G. Gilman, Martin Rodbell (G-proteiner)
- 1995 Edward B. Lewis, Christiane Nüsslein-Volhard, Eric F. Wieschaus (Embryonudvikling)
- 1996 Peter C. Doherty, Rolf M. Zinkernagel, (specificitet af cellemedieret immunrespons)
- 1997 Stanley B. Prusiner, (Opdagelsen af prioner)
- 1998 Robert F. Furchgott, Louis J. Ignarro, Ferid Murad, (nitrogenoxid som signalmolekyle i det cardiovaskulære system)
- 1999 Günter Blobel, (proteiners signalsekvenser som bruges til transport og intercellulære lokalisering)
- 2000 Arvid Carlsson, Paul Greengard, Eric R Kandel (signaltransduktion i nervesystemet)

### 2001-2010
- 2001 Leland H. Hartwell, R. Timothy Hunt, Paul M. Nurse (regulering af cellecyklus)[1]
- 2002 Sydney Brenner, H. Robert Horvitz, John E. Sulston (Apoptose og programmeret celledød)[2]
- 2003 Paul C. Lauterbur, Sir Peter Mansfield(opdagelser om magnetisk resonans billeddannelse) "[3]
- 2004 Linda B. Buck, Richard Axel (lugtstof-receptorer og organiseringen af det olfaktoriske system) [4]
- 2005 Barry J. Marshall, J. Robin Warren (Opdagelse af at mavesår oftest skyldes bakterieinfektion med bakterien Helicobacter pylori og ikke stress)[5]
- 2006 Andrew Z. Fire, Craig C. Mello (Opdagelse af hvorledes RNA-interferens styrer genregulering i eukaryote celler)[6]
- 2007 Mario Capecchi, Martin Evans, Oliver Smithies (Metode til at lave specifikke genetiske ændringer i gener hos mus ved hjælp af stamceller)[7]
- 2008 Harald zur Hausen, Françoise Barré-Sinoussi og Luc Montagnier (opdagelse af Human papiloma virus (HPV) og HIV virus som er årsager til sygdommene livmoderhalskræft og aids)[8]
- 2009 Elizabeth Blackburn, Carol W. Greider & Jack W. Szostak (kromosomernes telomerstruktur og enzymet telomerase som beskytter kromosomerne imod nedbrydning)[9]
- 2010 Robert G. Edwards (for udvikling af reagensglas-befrugtning)[10]

### 2011-2020
- 2011: Bruce A. Beutler og Jules A. Hoffmann ("for deres opdagelser om aktivering af medfødt immunitet") og 
Ralph M. Steinman (" for sin opdagelse af dendritcellen og den rolle, cellen spiller for menneskets immunsystem").[11][12]
- 2012: John B. Gurdon og Shinya Yamanaka ("For opdagelsen af at modne celler kan omprogammeres til pluripotens (stamceller)").[13]
- 2013: James E. Rothman, Randy W. Schekman og Thomas C. Südhof (for deres opdagelse af mekanismer, der regulrere vesikel-trafikken, et afgørende transportsystem i vors celler)
- 2014: John O'Keefe samt May-Britt Moser og Edvard Moser (for deres opdagelser af celler, der udgør et positionssystem i hjernen)
- 2015: William C. Campbell og Satoshi Ōmura (for deres opdagelser i forbindelse med en ny terapi mod infektioner forårsaget af rundorme-parasitter, halvdelen af prisen) samt 
Youyou Tu (for hendes opdagelser i forbindelse med en ny terapi mod malaria, halvdelen af prisen).[14]
- 2016: Yoshinori Ohsumi for hans forskning i autofagi (cellebeskadigelse).[15][16]
- 2017: Jeffrey Hall, Michael Rosbash og Michael Young for opdagelser inden for "molekylære mekanismer, der kontrollerer den cirkadiske rytme".[17][18]
- 2018: James P. Allison og Tasuku Honjo for "deres forskning i at få immunforsvaret til at bekæmpe kræftceller i kroppen".[19][20]
- 2019: William G. Kaelin Jr., Peter J. Ratcliffe og Gregg L. Semenza for "deres opdagelse af, hvordan celler føler og tilpasser sig til iltforekomsten".[21]
- 2020: Harvey J. Alter, Michael Houghton og Charles M. Rice for "deres opdagelse af hepatitis C-virusset".[22]

### 2021-2030
- 2021: David Julius og Ardem Patapoutian for "deres opdagelser af receptorer for temperatur og berøring".[23]
- 2022: Svante Pääbo for sine opdagelser og udforskning "af uddøde hominiders arvemasse og menneskets evolution".[24]
- 2023: Katalin Karikó og Drew Weissman "for deres opdagelser vedrørende nukleosidbasemodifikationer, der muliggjorde udviklingen af effektive mRNA-vacciner mod COVID-19"[25]
- 2024: Victor Ambros og Gary Ruvkun "for opdagelse af microRNA og dens rolle i, hvordan genaktivitet reguleres"[26]